# Хасси, Артур
Артур Д. Хасси (англ. Arthur D. Hussey) — американский гольфист, бронзовый призёр летних Олимпийских игр 1904.
На Играх 1904 в Сент-Луисе Хасси участвовал в двух турнирах. В командном он занял 25-е место, и в итоге его команда стала третьей и получила бронзовые награды. В одиночном разряде он занял 40-е место в квалификации и не прошёл в плей-офф.